# إليس بيركس
إليس بيركس (بالإنجليزية: Ellis Burks) هو لاعب كرة قاعدة أمريكي، ولد في 11 سبتمبر 1964 في فيكسبيرغ في الولايات المتحدة.

## وصلات خارجية
- إليس بيركس على موقع دوري كرة القاعدة الرئيسي (الإنجليزية)
- إليس بيركس على موقعبيزبول رفرنس.كوم (الدوري الرئيسي) (الإنجليزية)
- إليس بيركس على موقعبيزبول رفرنس.كوم (الدوري الثانوي) (الإنجليزية)
- إليس بيركس على موقع إي إس بي إن.كوم (أم.أل.بي) (الإنجليزية)
- إليس بيركس على موقع مشجعي الرسوم البيانية (الإنجليزية)